# Cykl Calvina

Przebieg cyklu Calvina. Czerwone liczby oznaczają liczbę cząsteczek biorących udział w reakcji.

Cykl Calvina-Bensona-Basshama (CBB), Cykl Calvina-Bensona, cykl Calvina, redukcyjny cykl węgla, cykl C-3 cykl PCR (PCR – ang. Photosynthetic Carbon Reduction), redukcyjny szlak pentozofosforanowy – cykl biochemiczny który zachodzi w stromie chloroplastów oraz cytoplazmie niektórych bakterii, jest to drugi etap fotosyntezy określany jako faza bezpośrednio niezależna od światła lub faza ciemna fotosyntezy. W cyklu Calvina zostają zużyte produkty reakcji świetlnych fotosyntezy, ATP i NADPH, określane jako siła asymilacyjna, jednocześnie z dwutlenku węgla zostają wytworzone cukry proste w postaci heksoz. Sumaryczne równanie reakcji zachodzących w cyklu Calvina jest następujące:
6CO2 + 18ATP + 12 NADPH → C6H12O6 + 18ADP+ 18Pi + 12NADP+ + 6 H2O
W cyklu Calvina-Bensona wyróżnia się trzy fazy:
- Faza karboksylacyjna, w której CO2 wiązany jest do rybulozo-1,5-bisfosforanu. W efekcie powstają dwie cząsteczki 3-fosfoglicerynianu
- Faza redukcyjna, w której 3-fosfoglicerynian ulega przekształceniu do aldehydu 3-fosfoglicerynowego. Związek ten może zostać przekształcony do heksoz.
- Faza regeneracyjna, w której z cząsteczek aldehydu 3-fosfoglicerynowego zostaje odtworzony akceptor CO2 – rybulozo-1,5-bisfosforan.

Cykl został odkryty przez Melvina Calvina i Andrew Bensona z Uniwersytetu Kalifornijskiego w Berkeley, znaczący wkład miał również James Bassham. Za prace nad cyklem Melvin Calvin otrzymał Nagrodę Nobla w dziedzinie chemii w 1961 roku.

## Przebieg

### Faza karboksylacyjna (karboksylacji)

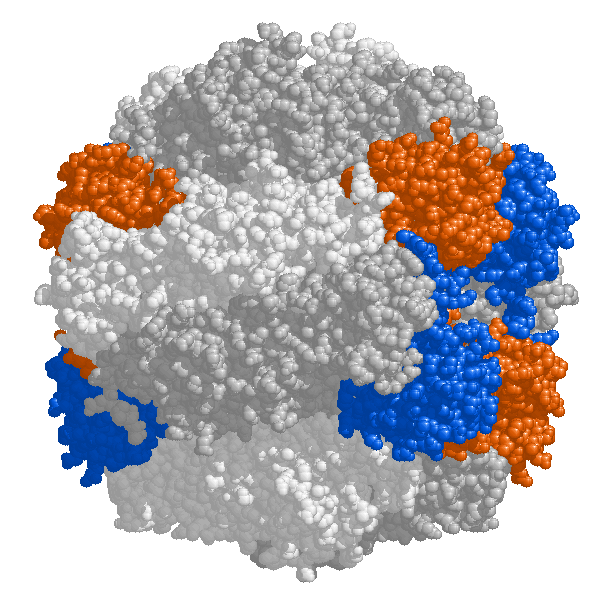
Struktura RuBisCO. Podjednostki duże (L) w kolorze szarym, podjednostki małe (S) w kolorach niebieskim i pomarańczowym.

Rozpoczyna się od przyłączenia cząsteczki CO2 do 1,5-bisfosforybulozy (RuBP). Reakcja ta katalizowana jest przez enzym o nazwie karboksylaza 1,5-bisfosforybulozy, często określanym jako enzym RuBisCO (ang. ribulose bisphosphate carboxylase-oxygenase) lub karboksydysmutaza. Enzym ten działa stosunkowo wolno, liczba obrotów wynosi zaledwie 3 s-1. Aby zapewnić odpowiednio szybki przebieg reakcji karboksylacji organizmy fotosyntetyzujące wytwarzają znaczne ilości RuBisCO, enzym stanowi 15-50% białek rozpuszczalnych w liściu i jest prawdopodobnie najbardziej rozpowszechnionym białkiem w biosferze. Karboksylaza RuBP obecna w chloroplastach składa się z 16 podjednostek, ośmiu małych (S) o masie 14 kDa i ośmiu dużych (L) o masie 55 kDa. Centrum aktywne oraz miejsca regulatorowe znajdują się na podjednostce dużej, podjednostki małe zwiększają aktywność enzymu. RuBisCO ulega aktywacji poprzez przyłączenie cząsteczki CO2 w miejscu regulatorowym. Cząsteczka ta nie bierze udziału w reakcji a jedynie wpływa na aktywność enzymu tworząc karbominian z grupą ε-aminową lizyny 201. Utworzenie karbominianu katalizowane jest przez aktywazę RuBisCO. Do przeprowadzenia reakcji karboksylacji konieczne jest również przyłączenie do enzymu jonu Mg2+, jon ten uczestniczy w przyłączeniu grupy ketonowej i położonej obok niej grupy hydroksylowej rybulozo-1,5-bisfosforanu. Związek ten po przyłączeniu do enzymu traci protony, a endiolowy produkt pośredni łączy się z cząsteczką CO2. W wyniku przyłączenia CO2 powstaje nietrwały produkt przejściowy 2-karboksy-3-keto-D-arabinitolo-1,5-bisfosforan. Ten β-kwas ulega uwodnieniu, a następnie rozpada się na dwie cząsteczki kwasu 3-fosfoglicerynowego (PGA).

### Faza redukcyjna (redukcji)
Faza redukcji składa się z dwóch reakcji w wyniku których zostaje wytworzony prosty cukier – fosfotrioza – aldehyd 3-fosfoglicerynowy. Powstały w fazie karboksylacyjnej 3-fosfoglicerynian (PGA) przy udziale ATP ulega fosforylacji do 1,3-bisfosfoglicerynianu. Reakcję katalizuje kinaza fosfoglicerynowa. Produkt reakcji jest następnie redukowany, przy zużyciu NADPH, do aldehydu 3-fosfoglicerynowego (PGAL) przez dehydrogenazę aldehydu 3-fosfoglicerynowego. Część powstałego aldehydu 3-fosfoglicerynowego przekształcana jest przez izomerazę fosfotriozową do fosfodihydroksyacetonu (DHAP). Oba, PGAL i DHAP, ulegają kondensacji w reakcji katalizowanej przez aldolazę. W efekcie zostaje wytworzona heksoza – 1,6-bisfosfofruktoza. Może ona być łatwo przekształcona w glukozę. Większość powstałych w fazie redukcji fosfotrioz nie jest przekształcana w glukozę lecz przechodzi do kolejnego etapu cyklu Calvina.

### Faza regeneracyjna (regeneracji)
W tej fazie z aldehydu 3-fosfoglicerynowego i jego izomeru fosfodihydroksyacetonu odtwarzana jest w wyniku wielu reakcji chemicznych 1,5-bisfosforybuloza. Kluczowymi enzymami biorącymi udział w przekształcaniu węglowodanów są aldolaza i transketolaza. Aldolaza katalizuje reakcję kondensacji aldolowej fosfodihydroksyacetonu z aldehydem. Po połączeniu obu cząsteczek powstaje fruktozo-1,6-bisfosforan. Po odłączeniu jednej z reszt fosforanowych powstaje fruktozo-6-fosforan. Związek ten łatwo może zostać przekształcony w glukozo-6-fosforan lub glukozo-1-fosforan i posłużyć do syntezy skrobi. Jednak aby cykl Calvina mógł zachodzić konieczne jest wykorzystanie cześć fruktozo-6-fosforanu do odtworzenia rybulozo-1,5-bisfosforanu. Transketolaza jest enzymem zdolnym do przeniesienia jednostki dwuwęglowej z ketozy na aldozę. Jednostka ta jest pobierana z fruktozo-6-fosforanu i przyłączana do cząsteczki aldehydu 3-fosfoglicerynowego. W efekcie odłączenie jednostki dwuwęglowej powstaje erytrozo-4-fosforan, a z aldehydu powstaje pięciowęgolwy cukier – ksylulozo-5-fosforan. Związek ten przekształcany jest do rybulozo-5-fosforanu przez epimerazę fosfopentozową. Erytrozo-4-fosforan zostaje połączona z fosfodihydroksyacetonem w kolejnej reakcji katalizowanej przez aldolazę. Produktem reakcji jest cukier siedmiowęglowy – sedoheptulozo-1,7-bisfosforan. Jest on dawcą kolejnej jednostki dwuwęglowej przenoszonej przez transketolazę na aldehyd 3-fosfoglicerynowy. Jednak przed przeniesieniem od sedoheptulozo-1,7-bisfosforanu odłączana jest reszta fosforanowa w pozycji 1. Reakcję hydrolizy katalizuje fosfataza sedoheptulozo-1,7-bisfosforanowa. Produktami reakcji katalizowanej przez transketolazę są dwa cukry pięciowęglowe, rybozo-5-fosforan będący pozostałością siedmiowęglowego węglowodanu i ksylulozo-5-fosforan. Ten ostatni przekształcany jest przez izomerazę fosfopentozową do rybulozo-5-fosforanu. Ostatecznym produktem wymienionych reakcji jest więc zawsze pięciowęgolwy rybulozo-5-fosforan. W celu odtworzenia związku będącego akceptorem CO2 cukier zostaje ufosforylowany w pozycji 1 przez kinazę fosforybulozy. Podczas fosforylacji zostaje zużyta cząsteczka ATP, a produktem jest pierwszy związek cyklu – rybulozo-1,5-bisfosforan.
Pierwszy z kluczowych enzymów, aldolaza, przenosi jednostki trójwęglowe fosforanu dihydroksyacetonu dzięki wiązaniu grupy karbonylowej ketozy do ε-aminowej reszty lizyny, w centrum aktywnym enzymu. Połączenie z grupą aminową ma charakter zasady Schiffa. Do związanej ketozy przyłączany jest substrat aldozowy.
Reakcje katalizowane przez aldolazę i transketolazę są reakcjami odwracalnymi i mogą być wykorzystane w rozkładzie heksoz, co ma miejsce w cytozolu gdzie zachodzi szereg reakcji odwrotnych w stosunku do fazy regeneracji nazywanych szlakiem pentozofosforanowym.

Reakcje cyklu Calvina. Kolorem czerwonym podano nazwy enzymów katalizujących reakcje, kolorem niebieskim podano liczbę cząsteczek biorących udział w poszczególnych reakcjach.

W wyniku cyklu Calvina-Bensona zużywane są wytworzone w fazie jasnej ATP i NADPH, a ich energia magazynowana jest w postaci wiązań cukrów wytwarzanych w cyklu.

## Reakcje fotooddychania

1 – rybulozo-1,5-bisfosforan, 2 – endiol, 3 – wodoronadtlenek, 4 – fosfoglikolan, 5 – 3-fosfoglicerynian.

Endiolowy produkt pośredni uczestniczący w reakcji katalizowanej przez RuBisCO może łączyć się nie tylko z CO2, lecz również z O2. W tym przypadku enzym wykazuje właściwości oksygenazy. Po przyłączeniu cząsteczki tlenu powstaje wodoronatlenkowy produkt pośredni przekształcany w jedną cząsteczkę fosfoglikolanu i jedną 3-fosfoglicerynianu. Powstały 3-fosfoglicerynian może posłużyć do odtworzenia RuBP. Fosfoglikolan jest nieprzydatny w reakcjach cyklu Calvina jednak w szlaku metabolicznym określanym jako fotooddychanie jest częściowo odzyskiwany. W wyniku przekształcania w peroksysomach i mitochondriach na dwie cząsteczki fosfoglikolanu na cztery atomy węgla odzyskiwane jest trzy w postaci 3-fosfoglicerynianu powracającego do chloroplastów, jeden atom węgla jest tracony poprzez wydzielanie CO2 w mitochondriach. Przy atmosferycznych stężeniach tlenu i dwutlenku węgla i temperaturze 25 °C stężenie obydwu związków biorących udział w reakcji wynosi odpowiednio 250 μM i 10 μM, dzięki czemu reakcja karboksylacji zachodzi czterokrotnie szybciej niż oksygenacja.

## Regulacja cyklu Calvina
Zachodzenie cyklu umożliwiającego wytworzenie związków organicznych z CO2. W celu precyzyjnej koordynacji fazy świetlnej z reakcjami cyklu Calvina organizmy fotosyntetyzujące posiadają mechanizmy kontrolne. Enzymy cyklu są aktywowane w wyniku wzrostu pH stromy, wzrostu stężenia jonów Mg2+, NADPH oraz zredukowanej ferredoksyny.

### Zmiany stężenia jonów i aktywaza RuBisCO
W wyniku zachodzenia fazy świetlnej fotosyntezy jony wodorowe ze stromy przenoszone są do wnętrza tylakoidów. Podniesienie pH stromy chloroplastów ułatwia powstawanie karbaminianu, który przyłączany jest do RuBisCO powodując aktywację enzymu. Przenoszenie protonów przez błony tylakoidów wiąże się z powstawaniem różnicy potencjałów w poprzek błony. Jest ona częściowo kompensowana przez przepływ jonów Mg2+ z wnętrza tylakoidów do stromy. Jony magnezu są drugim składnikiem niezbędnym do przeprowadzenia reakcji przez karboksylazę RuBP.
Białko, aktywaza RuBisCO, odrywa od karboksylazy RuBP cząsteczkę rybulozo-1,5-bisfosforanu umożliwiając dostęp jonów Mg2+ oraz CO2 do centrum aktywnego RuBisCO. Aktywacja jednej cząsteczki RuBisCO przez aktywazę wiąże się z hydrolizą 50 cząsteczek ATP. U roślin zostały odnalezione dwie izoformy aktywazy RuBisCO o masach 42 i 46 kDa. Obie izoformy zdolne są do aktywowania karboksylazy RuBP i hydrolizy ATP, jednak większa z nich wykazuje niższą wydajność. Regulacja aktywności karboksylazy RuBP przez światło związana jest ze zmianami aktywności dużej izoformy aktywazy RuBisCO.
Aktywacja RuBisCO wymaga wzajemnego dopasowania obu enzymów. Aktywaza RuBisCO nie jest w stanie aktywować karboksylazy w szpinaku lub Chlamydomonas, a aktywaza z tych gatunków nie wpływa na aktywność karboksylazy RuBP tytoniu.

### Tioredoksyna
Tioredoksyna to niewielkie białko o masie 12 kDa obecne w stromie chloroplastów. Białko zawiera sąsiadujące ze sobą reszty cysteiny, które mogą znajdować się w formie utlenionej tworząc mostek dwusiarczkowy lub w formie zredukowanej, tiolowe. Chociaż sama tioredoksyna nie jest enzymem cyklu Calvina może ona służyć jako reduktor dla enzymów cyklu. Jedynie zredukowane formy enzymów wykazują aktywność. Aktywacja, następuje na świetle, na skutek przeniesienia elektronów z ferredoksyny na tioredoksynę w reakcji katalizowanej przez reduktazę ferredoksyna-tioredoksyna co prowadzi do zerwania mostku dwusiarczkowego, i następnie na enzymy katalizujące reakcje asymilacji CO2.

### Tworzenie kompleksów enzymów
W ciemności enzymy cyklu ulegają dezaktywacji. Odbywa się to poprzez połączenie kinazy fosforybulozy i dehydrogenazy aldehydu 3-fosfoglicerynowego za pośrednictwem niewielkiego białka określanego jako CP12. Kompleks złożony z dwóch enzymów i białka CP12 nie wykazuje aktywności. Rozpad kompleksu następuje po zredukowaniu kinazy fosforybulozy przez tioredoksynę i przyłączenie NADPH do nieaktywnego kompleksu. Do rozdzielenie enzymów dochodzi na świetle gdy stężenie NADPH w stromie wzrasta na skutek zachodzenia reakcji fazy świetlnej.

## Magazynowanie produktów cyklu
Węglowodany gromadzone są w organizmach roślin głównie w postaci skrobi i sacharozy. Cząsteczki skrobi mogą być syntetyzowane bezpośrednio w chloroplastach z glukozy, która ulega aktywacji poprzez przyłączenie cząsteczki ATP, co prowadzi do powstania ADP-glukozy.
Sacharoza wytwarzana jest w cytozolu. Do syntezy cząsteczki sacharozy wykorzystywany jest fruktozo-6-fosforan i UDP-glukoza. Reakcję przeprowadza syntaza sacharozo-6-fosforanowa. Pomimo możliwości wytworzenia heksoz w chloroplastach, zarówno fruktozo-6-fosforan, jak i glukozo muszą być syntetyzowane w cylozolu, ponieważ w błonach chloroplastów nie ma przenośników dla fosforanów heksoz. Z chloroplastów do cytozolu dostarczane są trizofosforany, służące następnie do syntezy obu niezbędnych heksoz. Zaletą wykorzystania sacharazy jako cukru zapasowego jest jego dobra rozpuszczalność i związana z tym łatwość przenoszenia pomiędzy organami rośliny.

## Ewolucja
Cykl Calvina zachodzi w chloroplastach, jednak tylko jeden z enzymów kodowany jest przez genom chloroplastowy. Pozostałe enzymy cyklu kodowane są przez genom jądrowy. Może być to wynikiem ewolucji genomu jądrowego, istnieją jednak dowody, że geny chloroplastowe mogły zostać przeniesione do genomu jądrowego.

## Historia badań
Badania mechanizmów fotosyntetycznej asymilacji CO2 rozpoczął Samuel Ruben w roku 1939, stosując początkowo izotop węgla 11C. Badania ułatwiło odkrycie przez Rubena i Martina Kamena izotopu węgla 14C. Jednak nagła śmierć Samuela Rubena spowodowała przerwanie badań w roku 1943. Zostały one wznowione w roku 1945 przez Earnesta O. Lawrence'a kierującego University of California Radiation Laboratory, który powierzył Melvinowi Calvinowi zadanie stworzenie grupy zajmującej się badaniami chemicznymi i biochemicznymi przy użyciu radioizotopów. Do kierowania podgrupą badającą fotosyntezę został wyznaczony Andrew Benson. Po zakończeniu II wojny światowej do grupy badającej przebieg fotosyntezy dołączył James A. Bassham.
Badania nad asymilacją węgla prowadzona przy użyciu znakowanego 14CO2, który podawano kulturom roślin lub glonom. Następnie związki powstające podczas fotosyntezy rozdzielano przy pomocy dwukierunkowej chromatografii bibułowej i identyfikowano powstające związki pośrednie. Początkowo pojawienie się znakowanego izotopu węgla obserwowano głównie w czterowęglowych kwasach dwukarboksylowych, jabłczanie i bursztynianie. Pierwsza próba wyjaśnienia fotosyntetycznej asymilacji węgla zakładała dwie reakcje karboksylacji prowadzące do wytworzenia kwasów dwukarboksylowych. Rozpad tych kwasów na komponenty dwuwęglowe miał dostarczać substratów do pierwszej reakcji karboksylacji. Dalsze badania wykazały, że pierwszym produktem fotosyntezy jest związek trzywęglowy, fosfoglicerynian, a do jego powstania konieczny jest pięciowęglowy akceptor CO2 w postaci RuBP. Udział enzymów w karboksylacji RuBP wykazano po raz pierwszy w roku 1954, określając enzym uczestniczący w reakcji jako kaboksydysmutazę. Zestaw enzymów biorących udział w redukcyjnym cyklu węgla został opublikowany przez zespół Calvina w roku 1962. W roku 1961 Melvin Calvin za badania nad asymilacją dwutlenku węgla u roślin otrzymał Nagrodę Nobla.
Dalsze badania doprowadziły do poznania mechanizmów regulacji cyklu Calvina. W roku 1985 został opisany uniwersalny regulator aktywności enzymu RuBisCO – aktywaza RuBisCO.